# Бабна Гора (Доброва-Полхов Градец)
Бабна Гора (словен. Babna Gora) је насељено место у општини Доброва–Полхов Градец, Средњесловенска регија, Словенија.

## Историја
До територијалне реорганизације у Словенији била је у саставу града Љубљане, односно старе општине Вич–Рудник.

## Становништво
У попису становништва из 2011. године, Бабна Гора је имала 182 становника.
| Број становника према пописима | Број становника према пописима | Број становника према пописима |
| ------------------------------ | ------------------------------ | ------------------------------ |
| 1991                           | 2002                           | 2011                           |
| 117                            | 153                            | 182                            |

Напомена: Године 2002. умањено за део насеља који је припојен насељу Храстенице.